# Billy Bolero
Billy Bolero, egentligen Lars Hansson, född 1961, är en svensk musiker, låtskrivare, musikproducent och grundare av skivbolaget Bolero Records.
Billy Bolero inledde sin karriär som soloartist i början av 1980-talet och bildade senare gruppen Zzaj tillsammans med Anna Nederdal. Som musikproducent och låtskrivare har han arbetat med bland andra Di Leva, SH, Irma Schultz, Uno Svenningsson och Zzaj.

## Diskografi
Billy Bolero
- Dance Dance, singel 1982
- Gråt inte mer, singel 1983

Thomas Widestrand & Billy Bolero
- Musik för sex, LP 1984

Zzaj
- Zzaj, 1988
- Scirocco, 1989
- 3, 1993